# 113 km (obwód moskiewski)
113 km (ros. 113 км) – przystanek kolejowy w miejscowości Amieriewo, w rejonie kołomieńskim, w obwodzie moskiewskim, w Rosji. Położony jest na linii Moskwa – Riazań.